# Weidenstetten
Weidenstetten är en kommun (tyska Gemeinde) i Alb-Donau-Kreis i förbundslandet Baden-Württemberg i Tyskland. Folkmängden uppgår till cirka 1 400 invånare, på en yta av 17,21 kvadratkilometer.
Kommunen ingår i kommunalförbundet Langenau tillsammans med staden Langenau och kommunerna Altheim (Alb), Asselfingen, Ballendorf, Bernstadt, Börslingen, Breitingen, Holzkirch, Neenstetten, Nerenstetten, Öllingen, Rammingen och Setzingen.

## Befolkningsutveckling
| Befolkningsutvecklingen i Weidenstetten 1975–2015 | Befolkningsutvecklingen i Weidenstetten 1975–2015 | Befolkningsutvecklingen i Weidenstetten 1975–2015 | Befolkningsutvecklingen i Weidenstetten 1975–2015 | Befolkningsutvecklingen i Weidenstetten 1975–2015 |
| ------------------------------------------------- | ------------------------------------------------- | ------------------------------------------------- | ------------------------------------------------- | ------------------------------------------------- |
|                                                   |                                                   |                                                   |                                                   |                                                   |
| År                                                |                                                   |                                                   | Folkmängd                                         | Areal (ha)                                        |
| 1975                                              | 1975                                              |                                                   | 1 036                                             | 1 721                                             |
| 1980                                              | 1980                                              |                                                   | 1 013                                             |                                                   |
| 1985                                              | 1985                                              |                                                   | 1 009                                             |                                                   |
| 1990                                              | 1990                                              |                                                   | 1 061                                             |                                                   |
| 1995                                              | 1995                                              |                                                   | 1 191                                             |                                                   |
| 2000                                              | 2000                                              |                                                   | 1 191                                             |                                                   |
| 2005                                              | 2005                                              |                                                   | 1 225                                             |                                                   |
| 2010                                              | 2010                                              |                                                   | 1 268                                             |                                                   |
| 2015                                              | 2015                                              |                                                   | 1 345                                             |                                                   |
|                                                   |                                                   |                                                   |                                                   |                                                   |